# 刘革安
刘革安（1966年10月—），男，汉族，湖南安乡人，中华人民共和国政治人物，中国共产党党员，第十三届全国人民代表大会湖南地区代表。

## 生平
2012年10月，任湖南省总工会党组书记、副主席。2015年7月，任中共张家界市委副书记。2017年9月，任张家界市人民政府市长。2018年2月24日，当选为第十三届全国人大代表。2021年3月，任中共张家界市委书记。